# 克里斯托弗·科克尔
克里斯托弗·科克尔（英語：Christopher Coker，1953年3月28日—2023年9月5日），英国政治学者，伦敦政治经济学院国际关系学退休教授、外交政策智囊团主任。

## 著作
- 《21世纪战争论: 重读克劳塞维茨》（Rebooting Clausewitz: 'On War' in the Twenty-First Century）
- 《大国冲突的逻辑: 中美之间如何避免战争》（The Improbable War: China, the United States and the Continuing Logic of Great Power Conflict）
- 《野蛮哲学家——从赫拉克利特到海森堡对战争本质的思考》（Barbarous Philosophers: Reflections on the Nature of War from Heraclitus to Heisenberg）
- 《战争极客》（Warrior Geeks）